# システムアーキテクト試験
システムアーキテクト試験（システムアーキテクトしけん、Systems Architect Examination、略号SA）は、情報処理技術者試験の一区分である。試験制度のスキルレベル4（スキルレベルは1～4が設定されている。）に相当し、高度情報処理技術者試験に含まれる。対象者像は「ITストラテジストによる提案を受けて、情報システムまたは組み込みシステムの開発に必要となる要件を定義し、それを実現するためのアーキテクチャを設計し、情報システムについては開発を主導する者」。

## 概要
対象業務の分析や要件定義、外部設計など、システム開発の上流工程作業に係わる者、いわゆる上級システムエンジニアを対象とする国家試験である。
この試験区分は1971年（昭和46年）に開始された特種情報処理技術者試験を起源としており、高度情報処理技術者試験の中で最も古い歴史を持つ。それまでの情報処理技術者試験制度では第一種試験（現在の応用情報技術者試験）と第二種試験（現在の基本情報技術者試験）のみが実施されていたが、どちらも当時はプログラマを対象とした試験であり（ただし現在は出題範囲の拡大に伴い、システムエンジニアも対象としている。）、情報処理技術者のなかで重要な役割を担うべき、情報処理システムの分析、設計に従事するシステムエンジニアを対象とする試験は行われていなかった。当時の日本では情報処理の急速な発展に伴い、システムエンジニアの不足が強く訴えられており、その育成策を早急に講じる必要があったため、システムエンジニアを対象とする特種情報処理技術者試験が新設された。
1994年（平成6年）に特種試験の範囲の大部分を継承し、アプリケーションエンジニア試験と改称された後、2001年（平成13年）にそれまで実施されていたプロダクションエンジニア試験の内容の一部を吸収し、2009年（平成21年）よりさらに出題範囲を拡大した上で現行の試験名称に変更され、現在に至る。

## 試験の難易度
本試験の合格率は例年10％台であるが、受験者の大部分は既に下位区分の応用情報技術者試験（スキルレベル3）や基本情報技術者試験（スキルレベル2）に合格できる実力を有している場合が多いため、難易度は相対的に高くなっている。また、論述試験（小論文）が課されるため、一般的にはネットワークやデータベースなどの各スペシャリスト試験（かつてテクニカルエンジニアと呼ばれていた区分）より難易度が高いと言われている。
業務分析・システム設計以外の情報技術そのものの深い知識はそれぞれの専門家（スペシャリスト）に任せるという姿勢から、問われるデータベースやネットワーク、セキュリティなどの技術的要素の出題は各スペシャリスト試験（旧・テクニカルエンジニア）ほど多くはない。その反面、基本情報技術者試験や応用情報技術者試験ではほとんど要求されなかった各種専門的な業務分析や業務知識など、上流工程で必要な能力を扱う問題が全面に出題される。特に午後問題では、さまざまな組織の業務過程を知っていないと問題文の読解も困難となる。前身の旧アプリケーションエンジニア試験に比べて、業務に適したアーキテクチャ設計や全体最適化といった概念が重視されており、より高度な設計者向けの試験内容になっている。学生あるいは情報処理業務未経験者の受験者はきわめて少なく合格者も例年一桁の人数であることからも、この試験が情報処理業務の経験者を主な受験者層として想定していることがうかがえる。
本試験は情報処理技術者試験の論文区分の登竜門と言われることもある。多くの受験者の場合、ITサービスマネージャ試験とともに論文試験で最初に受験する区分になるとされる。その上で、プロジェクトマネージャ試験やITストラテジスト試験（旧・システムアナリスト試験）、システム監査技術者試験といったより上位の論文試験に挑戦するためのキャリアパスになっている。
なお、本試験は同じく業務分析に重点を置いたデータベーススペシャリスト試験と出題傾向に類似性が強い。そのため、春期にデータベーススペシャリスト試験に合格した後、秋期のシステムアーキテクト試験に挑戦する人（またはその逆パターン）は多い（ただしシステムアーキテクト試験では、データベーススペシャリスト試験とは異なり、論文課題も出題される。）。

## 沿革
- 1971年（昭和46年）特種情報処理技術者試験新設、年齢制限は受験する年の4月1日時点で25歳以上。
- 1986年（昭和61年）情報処理技術者試験は年二回実施されることとなり、特種情報処理技術者試験は春期に年一回実施。
- 1994年（平成6年）制度改正によりアプリケーションエンジニア試験と改称、秋期に年一回実施、業務経歴書（経歴の無い者は「業務経歴なし」と記した書類）の提出を要した。
  - 同時にシステムアナリスト試験が新設された影響を受けて応募者数・受験者数が減少しはじめた。
- 2001年（平成13年）制度改正により形式変更、年齢制限および業務経歴書の提出を撤廃、科目免除制度導入。
  - 前年まで実施されていたプロダクションエンジニア試験の出題内容の一部を吸収し、範囲拡大。
  - 同時に情報セキュリティアドミニストレータ試験が新設された影響を受けて更に応募者数・受験者数が減少した[3]。
- 2005年（平成17年）午前の試験時間延長および出題数増加。
  - 春期のみに実施されていたソフトウェア開発技術者試験が秋期にも実施されるようになった影響を受け、応募者数・受験者数がともに前年と比べて30％程度以上減少した[3]。
  - 受験対象者はテクニカルエンジニア(データベース)試験（レベル4）やプロダクションエンジニア試験などの合格者とし、受験者の90％以上はこれら下位試験の合格者である。
- 2009年（平成21年）制度改正により形式変更およびシステムアーキテクト試験と改称。
- 2020年（令和2年）シラバス改訂により、午前II科目で情報セキュリティ分野からの出題が強化される。また、新型コロナウイルス（COVID-19）の影響により、2020年10月に予定されていた秋期試験が、従来の春期試験での高度区分の試験として実施されたため中止。
- 2021年（令和3年）上記の前年度中止に伴い、春期試験として実施された。翌年以降も春期試験に時期を変更して実施している。

## 形式
午前I
試験時間50分。四肢択一式（マークシート使用）で30問出題され全問解答。他の高度情報処理技術者試験と共通のスキルレベル3相当の問題が出題される。満点の60%を基準点とし、基準点以上で午前I試験通過となる。基準点に達しなかった場合は不合格で、午前II・午後I・午後IIは採点されない。
午前II
試験時間40分。四肢択一式（マークシート使用）で25問出題され全問解答。
スキルレベル4かつ重点分野は「システム開発技術」「システム企画」である。特に「システム開発技術」は出題比率が高く、例年10問以上出題される。スキルレベル3の中で試験対象は、「コンピュータ構成要素」「システム構成要素」「データベース」「ネットワーク」「情報セキュリティ」「ソフトウェア開発管理技術」「システム戦略」である。2014年（平成26年）以降は「情報セキュリティ」から2〜3問程度出題されるようになっている。
満点の60%を基準点とし、基準点以上で午前II試験通過となる。基準点に達しなかった場合は不合格で、午後I・午後IIは採点されない。
2020年度（令和2年度）の試験より、「情報セキュリティ」がスキルレベル4かつ重点分野に引き上げられた。
2025年度の試験より、「ユーザインタフェース」が午前IIでも出題領域となった。（従来の「ヒューマンインタフェース」から改名）
| 分類           | 午前Iと午前IIの両方で出題される領域 特に午前IIではスキルレベル4かつ重点分野                                 | 午前Iと午前IIの両方で出題される領域 スキルレベル3 | 午前Iでのみ出題される領域（午前IIでは対象外） スキルレベル3 |
| -------------- | --- | --- | --- |
| テクノロジ系   | - システム開発技術 - 情報セキュリティ：2020年度（令和2年度）よりスキルレベル4かつ重点分野に引き上げられる。 | - コンピュータ構成要素、システム構成要素 - データベース - コンピュータネットワーク - ソフトウェア開発管理技術 - ユーザインタフェース（2025年度試験から午前IIの出題領域となる） | - 基礎理論（離散数学、応用数学、アルゴリズム、プログラミングなど） - ハードウェア、ソフトウェア - 情報メディア（2025年度試験から名称変更。従来は「マルチメディア」） |
| マネジメント系 | | | - プロジェクトマネジメント - ITサービスマネジメント、システム監査 |
| ストラテジ系   | - システム企画                                                                                              | - システム戦略 | - 経営戦略マネジメント、技術戦略マネジメント、ビジネスインダストリ - 企業活動、法務                                                                                  |

午後I
試験時間90分。記述の中規模の問題が3題出題され、2題を選択して解答する。満点の60%を基準点とし、基準点以上で午後I試験通過となる。基準点に達しなかった場合は不合格で、午後IIは採点されない。
2024年度（令和6年度）の試験より、組み込みシステムに関する領域が出題対象外になった。
午後II
試験時間120分。論文課題形式で2題出題され1題を選択して解答。業務経験を踏まえて小論文（2,200字以上3,600字以下）で論述する。A,B,C,Dのランクで採点され、Aランクで最終的に合格となる。Aランク以外の場合は不合格。
従前のアプリケーションエンジニア試験と比較し、記述する文字数が若干少なくなっている。
2024年度（令和6年度）の試験より、組み込みシステムに関する領域が出題対象外になった。
科目免除
下記の試験に合格または基準点を得れば2年間、午前Iの科目免除が受けられる。
- 応用情報技術者試験に合格すること。
- いずれかの高度情報処理技術者試験に合格すること。
- 情報処理安全確保支援士試験に合格すること。
- いずれかの高度情報処理技術者試験の午前Iに基準点以上を得ること。
- 情報処理安全確保支援士試験の午前Iに基準点以上を得ること。

### 参考：2023年度（令和5年度）までの試験
午後I
試験時間90分。記述の中規模の問題が4題出題され、2題を選択して解答する。満点の60%を基準点とし、基準点以上で午後I試験通過となる。基準点に達しなかった場合は不合格で、午後IIは採点されない。
4題のうち1題が組み込みシステムの問題である。
2020年度（令和2年度）の試験より、組み込みシステムに関する領域で、第四次産業革命関連の新技術（AI、ビッグデータ、IoTなど）の活用についての内容の出題が強化される。
午後II
試験時間120分。論文課題形式で3題出題され1題を選択して解答。業務経験を踏まえて小論文（2,200字以上3,600字以下）で論述する。A,B,C,Dのランクで採点され、Aランクで最終的に合格となる。Aランク以外の場合は不合格。
3つのテーマのうち1つは「組み込みシステム」関連のテーマで出題されている。これにあわせ、解答用紙の最初にある「論述の対象とするシステムの概要」（開発規模・工数や対象業務を記入する）についても、組み込みシステム用に「論述の対象とする製品又はシステムの概要」が新たに設けられ、組み込みシステムのテーマを選択した場合は、ここに開発規模・工数や対象業務を記入する。

### 参考：2008年度（平成20年度）までの試験
午前
試験時間100分。四肢択一式（マークシート使用）で55問出題され、全問解答。
IRT（項目応答理論）によって、最低200点～最高800点の5点刻みで採点され、600点以上で合格（午前試験通過）である。
- 当初から平成12年（2000年）までは、試験時間150分、80問出題。
- 平成13年（2001年）から平成16年（2004年）までは、試験時間90分、50問出題。
- 平成13年（2001年）から、プロジェクトマネージャ試験やシステムアナリスト試験との共通問題となる。
- 平成13年（2001年）より、ソフトウェア開発技術者試験、プロジェクトマネージャ試験、システムアナリスト試験のいずれかに合格すればその年の初めから2年間、午前の科目免除が受けられた。

午後I
試験時間90分。記述の中規模の問題が4問出題され3問を選択し解答。
素点採点で、最低200点～最高800点の5点刻みで採点され、600点以上で合格（午後I試験通過）である。ただし、午前試験が600点に満たなかった者は採点されない。
午後II
試験時間120分。3題出題され1題を選択し解答。業務経験を踏まえて小論文（2400字以上4000字以下）を書く。
採点はA,B,C,Dの4段階で評価され、Aのみ最終的に合格となる。ただし、午後I試験が600点に満たなかった者は採点されない。

## 合格者の特典
- 合格または午前Iに基準点以上を得れば2年間、他の高度情報処理技術者試験および情報処理安全確保支援士試験の午前Iの科目免除が受けられる。
  - アプリケーションエンジニア試験の合格者は、合格の年の初めから2年間、平成13年（2001年）からはシステムアナリスト試験、プロジェクトマネージャ試験の午前の科目免除が、平成21年（2009年）からは高度情報処理技術者試験の午前Iの科目免除が受けられた。
- 科目免除または任用資格、これには従前の特種情報処理技術者およびアプリケーションエンジニアを含む。
  - 弁理士試験の科目免除（理工V・情報）
  - 中小企業診断士試験の科目免除（経営情報システム）
  - 技術士試験（情報工学部門）の科目免除（第一次試験専門科目）[8]
  - ITコーディネータ（ITC）試験の科目免除
  - 技術陸曹・海曹・空曹および予備自衛官補（技能公募）の任用資格
  - 警視庁特別捜査官の4級職（警部補）のサイバー犯罪捜査官の任用資格

## その他
- IT人材育成センター国家資格・試験部の統計資料による累計値

| 区分                       | 区分                   | 受験者数（人） | 合格者数（人） | 合格率（%） |
| -------------------------- | ---------------------- | -------------- | -------------- | ----------- |
| 特種情報処理技術者         | 特種情報処理技術者     | 173,438        | 14,114         | 8.1         |
| アプリケーションエンジニア | 1994年度秋期～2000年度 | 89,464         | 5,305          | 5.9         |
| アプリケーションエンジニア | 2001年度～2008年度     | 75,736         | 6,170          | 8.1         |
統計資料の応募者・受験者・合格者の推移表において、上記の数値は本試験に計上されている。
- ITPro（日経BP）の「社員に取らせたいIT資格」というアンケートの技術職では2005年版以降ソフトウェア開発技術者よりも上位にランクされている。特に2007年版ではアプリケーションエンジニアがプロジェクトマネージャとプロジェクトマネジメント・プロフェッショナル (PMP) に次ぐ3位にランクされている[10]。